# Herbert Pardo
Herbert Joseph Benjamin Pardo (* 20. August 1887 in Hamburg; † 8. Februar 1974 in Haifa) war ein deutscher Politiker (SPD) und Funktionär in jüdischen Gemeinden in Hamburg.

## Leben und Werk
Herbert entstammte aus einer Familie von sephardischen Juden. Er besuchte das Wilhelm-Gymnasium in Hamburg, wo er zu Michaelis 1905 das Reifezeugnis erhielt. Anschließend studierte er in München, Berlin und Kiel Rechtswissenschaften. Nach der Promotion zum Doktor der Rechte mit der Arbeit Das strafrechtliche Kriterium der Wucherlichkeit eines Darlehns ließ er sich 1912 als Rechtsanwalt in seiner Heimatstadt Hamburg nieder. Er betrieb mit Manfred Heckscher eine Sozietät in der Schauenburgerstraße in Hamburg-Altstadt. Am Ersten Weltkrieg nahm er als Marinerichter teil. Ab 1920 war er neben seiner allgemeinen Rechtsanwaltstätigkeit auch Syndikus des Polizeibeamtenverbandes. 
Pardo war 1910 der SPD beigetreten. Nach der Novemberrevolution 1918 gehörte Pardo dem Arbeiter- und Soldatenrat für Groß-Hamburg an. Anschließend, von 1919 bis 1931, war er Mitglied der Hamburgischen Bürgerschaft. Dort war er u. a. Mitglied der Steuerdeputation, der Gefängnisbehörde und des Universitätsausschusses. Ab 1924 engagierte er sich im Hamburger Landesvorstand des Reichsbanner Schwarz-Rot-Gold. Seit 1927 gehörte er dem einflussreichen Bürgerausschuss an. Von 1926 bis 1928 war Pardo Mitglied des Staatsgerichtshofes für die Freie und Hansestadt Hamburg.
Bis 1933 war er mehrfach Vorsitzender der Portugiesisch-Jüdischen Gemeinde in Hamburg und gehörte auch dem Vorstand des Hamburger Zionistischen Verbandes an. Nach der Machtergreifung der Nationalsozialisten emigrierte Pardo mit dem Großteil seiner Familie im August 1933 nach Haifa, woraufhin ihm wegen Ortsabwesenheit im Februar 1934 die Rechtsanwaltszulassung entzogen wurde. In Palästina gründete er mit Bekannten eine Stahlmöbelfabrik und eine Verchromungsfabrik. Beide wurden jedoch 1938 insolvent, so dass Pardo sein gesamtes Vermögen verlor. Er arbeitete anschließend als Geschäftsführer der Jewish Industrial Association in Haifa. Seine Schwestern Angela und Gertrud, nach der der Gertrud-Pardo-Weg in Alsterdorf benannt ist, kehrten im Jahr 1938 nach Deutschland zurück und wurden in den 1940er Jahren in NS-Vernichtungslagern ermordet. Bruder Manfred wanderte nach New York aus, wo er sich das Leben nahm. Herbert Pardo selbst überlebte die Shoa in Palästina.
Im September 1947 kehrte Pardo nach Hamburg zurück, wo er am 7. November desselben Jahres wieder zur Rechtsanwaltschaft zugelassen wurde. Er wurde in den Vorstand der Jüdischen Gemeinde gewählt. Als deren Justitiar war er vorwiegend in Wiedergutmachungsprozessen und -verhandlungen tätig. Er war im Jahr 1948 führend an der Forderung eines Prozesses gegen Veit Harlan beteiligt, der die Regie zu dem antisemitischen Film Jud Süß geführt hatte. Nachdem er bereits in den 1950er Jahren wieder nach Haifa gezogen war und seine Anwaltstätigkeit unter Befreiung von der Residenzpflicht trotzdem weiter ausüben konnte, gab er im Jahr 1971 seine Zulassung aus Altersgründen zurück.
Nach Pardo ist der Herbert-Pardo-Weg in Neuallermöhe benannt.

## Veröffentlichungen
- Das strafrechtliche Kriterium der Wucherlichkeit eines Darlehns, Hamburg, Wettig, 1909, Rostock, Univ., Diss., 1909
- Der Prozeß Petersen vor dem Schwurgericht in Hamburg. Verbrechen gegen die Menschlichkeit (gemeinsam mit Siegfried Schiffner), Auerdruck, Hamburg 1948.
- Jud Süß – Historisches und juristisches Material zum Fall Veit Harlan (gemeinsam mit Siegfried Schiffner), Auerdruck, Hamburg 1949.